# لویی بی. میر
لویی بی. میر (انگلیسی: Louis B. Mayer؛ ۱۲ ژوئیهٔ ۱۸۸۴ – ۲۹ اکتبر ۱۹۵۷) تهیه‌کننده اهل ایالات متحده آمریکا و از بنیانگذاران کمپانی فیلمسازی مترو گلدوین میر بود. وی بین سال‌های ۱۹۱۵ تا ۱۹۵۰ میلادی فعالیت می‌کرد.
از فیلم‌هایی که وی در آن‌ها نقش داشته‌است، می‌توان به جمع اضداد محال است بن هور و این زن را به چنگ می‌آورم اشاره نمود.